# DRP1

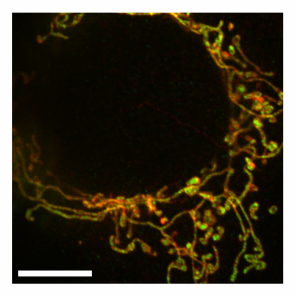
Fluorescenční mikroskopický snímek mitochondrií buňky MEF s vyřazeným genem DRP1. Přestože byla buňka po dobu 30 minut ošetřena karbonylkyanidem m-chlorfenylhydrazonem (CCCP), který by za normálních okolností vyvolal fragmentaci mitochondrií prostřednictvím nadměrného mitochondriálního dělení, nedostatek DRP1 tomuto účinku zabránil a mitochondrie zůstaly tubulární. Obrázek je překrytím dvou snímků: vnější mitochondriální membrány (obarvené pomocí TOMM20 a zobrazené červeně) a mitochondriální matrix (obarvené pomocí HSP60 a zobrazené zeleně). Měřítko odpovídá 10 µm.

DRP1 (Dynamin-Related Protein-1; příp. DNM1L) je GTPáza, která reguluje mitochondriální dělení. DRP1 je u člověka kódován genem DNM1L a patří do rodiny proteinů dynaminové nadrodiny (DSP).

## Struktura
DRP1, který je členem dynaminové nadrodiny proteinů, se skládá z GTPázy a GTPázové efektorové domény, které jsou od sebe odděleny helikálním úsekem aminokyselin. Existují 3 myší a 6 lidských izoforem DRP1, včetně varianty specifické pro mozek. DRP1 existuje ve formě homooligomerů a jeho funkce závisí na jeho schopnosti oligomerizace.

## Funkce
Mitochondrie běžně procházejí procesem dělení a fúzování, které udržují dynamickou retikulární síť. DRP1 je základní složkou mitochondriálního dělení. Neurony bez DRP1 mají velké, silně propojené mitochondrie v důsledku nefunkčního dělicího mechanismu. Dělení pomáhá usnadnit mitofagii, což je proces rozkladu a recyklace poškozených mitochondrií. Dysfunkce v činnosti DRP1 může mít za následek mutovanou DNA nebo špatně fungující proteiny šířící se po celém mitochondriálním systému. Kromě toho má dělení za následek fragmentaci mitochondrií, které jsou schopnější produkovat reaktivní formy kyslíku (ROS), což může narušit normální biochemické procesy uvnitř buněk. ROS mohou vznikat z neúplného přenosu elektronů prostřednictvím elektronového transportního řetězce. Dělení navíc ovlivňuje tok vápníku v buňce, což spojuje DRP1 s apoptózou a rakovinou.
Několik studií ukázalo, že DRP1 je nezbytný pro správný embryonální vývoj. Myši s knockoutem DRP1 vykazují abnormální vývoj mozku a umírají kolem 12. embryonálního dne. U myší s neurálně specifickým knockoutem DRP1 se zmenšuje velikost mozku a zvyšuje se úroveň apoptózy. Tvorba synapsí a růst neuritů jsou rovněž narušeny. V jiné studii s myšmi s neurálně specifickým knockoutem DRP1 bylo zjištěno, že vyřazení DRP1 vede k výskytu velkých mitochondrií v Purkyňových buňkách a zabraňuje tvorbě neurální trubice.
U lidí ztráta funkce DRP1 ovlivňuje vývoj mozku a je také spojena s časnou úmrtností.

## Interakce
Většina poznatků o mitochondriálním dělení pochází ze studií s kvasinkami. Kvasinkovým homologem DRP1 je dynamin-1 (Dnm1), který interaguje s Fis1 prostřednictvím Mdv1. Tato interakce způsobuje, že Dnm1 oligomerizuje a vytváří kruhy kolem dělících se mitochondrií v tzv. bodě zúžení. Bylo také prokázáno, že Drp1 interaguje s GSK3B. U savců mezi receptory Drp1 patří Mff, Mid49 a Mid51.
Posttranslační modifikace DRP1 (např. fosforylace) mohou změnit jeho aktivitu a ovlivnit rychlost štěpení.
DRP1 má dvě hlavní fosforylační místa. Místo fosforylace CDK je serin S579 a místo fosforylace proteinkinázou A (PKA) je serin S600 v izoformě 3 DRP1. Předpokládá se, že fosforylace CDK je aktivační, zatímco fosforylace PKA je inhibiční. Mezi další posttranslační modifikace patří S-nitrosylace, sumoylace a ubikvitinace. U Alzheimerovy choroby byly pozorovány vyšší S-nitrosylační modifikace DRP1, které zvyšují aktivitu DRP1. Dále bylo prokázáno, že DRP1 interaguje s monomery Aβ, o nichž se předpokládá, že hrají důležitou roli při Alzheimerově chorobě a zhoršují její průběh a příznaky. DRP1 je spojen s řadou drah a procesů, včetně buněčného dělení, apoptózy a nekrózy. Bylo prokázáno, že DRP1 stabilizuje p53 během oxidačního stresu, podporuje jeho translokaci do mitochondrií a podporuje nekrózu související s mitochondriemi.

## Klinický význam a potenciální léčba
Inhibice DRP1 byla zvažována jako možný terapeutický prostředek u řady onemocnění. Nejstudovanějším inhibitorem je malá molekula s názvem inhibitor mitochondriálního dělení 1 (mdivi-1), která ovšem může mít účinky mimo DRP1, jako je inhibice komplexu 1 mitochondriálního dýchacího řetězce. Předpokládanou funkcí inhibitorů je zabránit GTPázové aktivitě DRP1, a tím zabránit jeho aktivaci a lokalizaci v mitochondriích. Bylo prokázáno, že mdivi-1 zmírňuje účinky ischemicko-reperfuzního poškození po srdeční zástavě. Léčba zabránila fragmentaci mitochondrií i zvýšení životaschopnosti buněk. Podobně mdivi-1 prokázal neuroprotektivní účinky tím, že výrazně snížil odumírání neuronů v důsledku záchvatu. Studie dále ukázala, že mdivi-1 je schopen zabránit aktivaci kaspázy 3 tím, že zvrátí uvolňování cytochromu c při apoptóze.
Kromě přímé inhibice DRP1 byly studovány i některé inhibitory proteinů podílejících se na posttranslačních modifikacích DRP1. FK506 je inhibitor kalcineurinu, který působí defosforylaci serinu S637 DRP1, čímž podporuje translokaci do mitochondrií a fragmentaci. Bylo prokázáno, že FK506 rovněž zachovává morfologii mitochondrií po reperfuzním poškození.